# Josep Maria Miró
Josep Maria Miró Coromina (Prats de Lluçanès, Barcelona, 29 de julio de 1977) es un autor y director de teatro español, conocido, entre otras obras, por sus textos El Principio de Arquímedes, Nerium Park, Gang Bang o El cuerpo más bonito que se habrá encontrado nunca en este lugar. Escribe sus obras en catalán.

## Biografía
Licenciado en dirección y dramaturgia en el Instituto del Teatro de Barcelona y en periodismo por la Universidad Autónoma de Barcelona (UAB). Desde la temporada 2013-14 es miembro del Comité de lectura del Teatro Nacional de Cataluña (TNC).
Comenzó a escribir teatro en 2005. Sus textos se han traducido a más de una veintena de idiomas y, aparte de en España, se han hecho producciones y lecturas en numerosos países, entre ellos Argentina, México, Reino Unido, Francia, Italia, Estados Unidos, Canadá, Chipre, Grecia, Alemania, Rusia, Croacia, Bulgaria, Brasil, Uruguay, Cuba, Perú, Ecuador, Paraguay o Puerto Rico.
Ha dirigido sus propios textos y también obras como La calle Franklin (Lluïsa Cunillé), La voz humana (Jean Cocteau y Francis Poulenc) o los espectáculos de creación dentro del ciclo Dramas litúrgicos en el Monasterio de Santa Maria de Estany en las ediciones 2009/10/11. Ha sido ayudante de dirección de Xavier Albertí en ocho producciones entre 2005 y 2008, y también de Xavier Pujolràs, y de la coreógrafa Germana Civera.
En cine fue coguionista de la versión cinematográfica de su obra El principio de Arquimedes, dirigida por Ventura Pons con el título El virus de la por. En televisión trabajó en el equipo de guionistas de las series Mar de fons y Zoo de Diagonal TV para TV3, ambas ideadas por Josep Maria Benet i Jornet. 
En el ámbito periodístico ha colaborado como tertuliano en Els matins de Catalunya Ràdio y Matins de la Xarxa y ha trabajado como periodista en Radio Nacional de España, Com Ràdio y El 9 Nou, entre otros.
Como docente es coordinador del ámbito de dramaturgia del Grado de Artes Escénicas de la Universidad de Gerona (ERAM, a partir del curso 2015-16) y ha impartido clases en la Escuela Superior de Cine y Audiovisuales de Cataluña (ESCAC), en el programa de teatro para adolescentes Projecte Escola, y para la agencia de comunicación Kvlar Fotoperiodistes en la UAB.
En 2022 recibió el Premio Nacional de Literatura Dramática por su obra El cuerpo más bonito que se habrá encontrado nunca en este lugar.

## Obras (autor, dramaturgias, piezas breves, artículos y conferencias)
Como autor:
- Yo, travesti (2023).
- El monstruo (2021).
- Restos del fulgor nocturno (2020).
- La mayordoma (2020) (segunda parte del Tríptico de la Epifanía).
- El cuerpo más bonito que se habrá encontrado nunca en este lugar (2020) (primera parte del Tríptico de la Epifanía).
- La habitación blanca (2020).
- Tiempo Salvaje (2017).
- Olvidémonos de ser turistas (2017).
- Cúbito (2016).
- La travesía (2015).
- Umbrío (2014).
- Rasgar la tierra (2014).
- Humo (2012).
- Nerium Park (2012).
- El Principio de Arquímedes (2011).
- Gang Bang (Abierto hasta la hora del Ángelus) (2010/2011).
- La mujer que perdía todos los aviones (2009).

Piezas breves:
- Trashumancia (2022).
- Corazón de pollo (2020).
- Yo (2019) (para el proyecto The end of tolerance).
- Desenfocado (2019).
- Rai (2016).
- No es exactamente lo mismo (2014) (para el proyecto Llibràlegs).
- El colaborador (2014) (pieza breve dentro de la creación colectiva Mensonges, ideada por Véronique Bellegarde y Frédéric Sonntag).

Dramaturgias:
- Reyes del mundo (2023) (dramaturgia a partir de la novela homónima de Sebastià Alzamora).
- Los hombres y los días (2022) (dramaturgia a partir de la obra narrativa completa de David Vilaseca).
- Reencuentro (2019) (dramaturgia a partir de la novela homónima de Fred Uhlman).
- Neus Català (2015) (dramaturgia a partir de la novela homónima de Carme Martí sobre la vida de Neus Català, deportada catalana en el campo de Ravensbruck).
- Esperança Dinamita, de cuplés y canciones de revista (2014) (dramaturgia y búsqueda documental del espectáculo a partir de materiales de cuplés y revista musical del grupo Le Croupier).
- Los libres cautiverios de Ricardo y Leonisa (2014) (texto libre a partir de El amante liberal de Miguel de Cervantes Saavedra dentro del proyecto Teatros ejemplares, encargado por el Centro Cultural de España en Buenos Aires -CCEBA- y la Agencia Española de Cooperación Internacional).
- Como si entrara en una patria (2010) (dramaturgia a partir de poemas y artículos periodísticos de Joan Maragall).
- 5 cuentos diferentes (2010-2011) (espectáculo de títeres a partir de las enfermedades con discapacidad).
- Cocaína, absenta, pastillas de valda y café con leche (2009) (dramaturgia a partir de textos de Domènech de Bellmunt, Sebastià Gasch, Josep Maria Planas, Santiago Rusiñol y Ángel Zúñiga).
- Cautivos (2009) (dramaturgia a partir de cuentos de Joan Barril).
- El día que conocí a Harold Pinter (2009) (dramaturgia a partir de textos de Harold Pinter y textos propios).

Artículos y conferencias publicados:
- Escribir teatro, una cuestión política. Conferencia dentro del ciclo Palabra de autor en la XXII Muestra de Teatro de Alicante 2014. 13 de noviembre de 2014.
- La traducción teatral: generosidad, complicidad y sentido escénico. Conferencia sobre traducción teatral en el seminario La traducción: prácticas, retos, desafíos. Casa Velázquez. Madrid, 25 de abril de 2014.
- La bambalina oculta. Artículo para el monográfico Homosexualitat i teatre. Revista Hamlet. Num. 23 (Febrer 2012) pgs. 63-67.

## Director
Josep Maria Miró ha dirigido sus propios textos: Yo, travesti (junto con Roberto G. Alonso), Restos del fulgor nocturno, Tiempo Salvaje, Cúbito, Umbrío, Rasgar la tierra, Humo, Nerium Park,  El principio de Arquímedes, Gang Bang o La mujer que perdía todos los aviones, entre otros, y ha sido ayudante de dirección de Xavier Albertí (en una decena de producciones entre 2005 y 2008) y también de Xavier Pujolràs y la coreógrafa Germana Civera. 
Durante tres ediciones codirige con el dramaturgo y director Marc Artigau los espectáculos de creación del cicle Drames litúrgics al Monestir de Santa María de l’Estanya: M3 (2010), Eva y Adán: El último génesis (2009) y Liturgia E/XXI (2008).
Ha dirigido también textos de otros autores, tales como:
La calle Franklin de Lluïsa Cunillé (estreno 2 de julio de 2015 en la Sala Petita del Teatro Nacional de Cataluña dentro del Festival Grec 2015; reparto: Xavier Albertí, Xavier Pujolràs, Lina Lambert, Oriol Genís y Montse Esteve).
La voz humana con texto de Jean Cocteau y música de Francis Poulenc (estreno en junio de 2010 en el Teatro Brossa de Barcelona; reposición 13 de marzo de 2015 en el Teatro Akademia de Barcelona; piano: Emili Brugalla, cantante/actriz: Uma Ysamat).

## Premios
- Premio Quim Masó 2024, por su obra El monstruo. [7] [8]

- Premio de Teatro Enrique Jardiel Poncela 2023, concedido por la Fundación SGAE por su obra El monstruo.[9]

- Premio Nacional de Literatura Dramática 2022 por su obra El cuerpo más bonito que se habrá encontrado nunca en este lugar. [1] [2] [3] [4]

- Premio Born de teatre 2020: El cuerpo más bonito que se habrá encontrado nunca en este lugar.[10][11][12]

- Premio Max Mejor Autoría Teatral 2019: Tiempo salvaje.[13]

- Premio Frederic Roda (Ex aequo) en la LXV Nit de Santa Llúcia – Festa de les Lletres Catalanes 2016: La travesía.[14]

- Premi Jaume Vidal i Alcover Ciutat de Manacor 2013: Nerium Park.

- VII Premi Quim Masó 2013 en proyectos teatrales: Nerium Park.

- Premio Born de teatre 2011: El principio de Arquímedes.

- Premio Born de teatre 2009: La mujer que perdía todos los aviones.[15]

- Finalista internacional del Premio Stückmarkt 2009: Cuando todavía no sabíamos nada (Poema dramático para seis voces urbanas y un músico).

- Premi Fundació Teatre Principal de textos dramàtics: La mujer y el debutante.

- Premi de teatre Lluís Solà 2008: La gran noche de Lourdes G.

- XX Premi de teatre 50è Aniversari crèdit andorrà 2008: Cuando todavía no sabíamos nada (Poema dramático para seis voces urbanas y un músico).

- Accésit Premio Marqués de Bradomín 2006: 360”.

- Premio Ramon Vinyes 2005: Las mujeres de Caín.

- IX Premi Boira 2005: L’esboranc.

- Premi millor text i muntatge “La realitat supera la ficció” (UdG). 11/7: L’escorxador.

## Adaptaciones cinematográficas
Su obra  El principio de Arquímedes, ha sido adaptada al cine en dos ocasiones.
El director de cine Ventura Pons firma la versión cinematográfica titulada El virus de la por/El virus del miedo
 (Films la Rambla, con la colaboración de TV3), estrenada en septiembre de 2015, con guion coescrito por Ventura Pons y el propio autor, Josep Maria Miró.
En 2017 se estrena una nueva adaptación al cine, producida en Brasil, con el título de Aos teus olhos (o Liquid True en inglés) (Conspiração y Globo Filmes), con dirección de Carolina Jabor y guion de Lucas Paraizo. El reparto está compuesto por Daniel de Oliveira, Marco Ricca, Malu Galli, Stella Rabello y Luiz Felipe Mello. La película fue ganadora de cuatro premios en el Festival Internacional de Cine de Río de Janeiro 2017: mejor guion, mejor actor protagonista, mejor actor de reparto, y mejor película por votación del público. También en 2017 resultó ganadora del Premio Petrobrás en la 41.ª Muestra Internacional de Cine de São Paulo.En 2018 fue galardonado con el premio SIGNIS  en el 39.º Festival Internacional del Nuevo Cine Latinoamericano de La Habana.